# Eritreia nos Jogos Olímpicos de Inverno da Juventude de 2012
A Eritreia participou dos Jogos Olímpicos de Inverno da Juventude de 2012, realizados em Innsbruck, na Áustria. A delegação nacional contou com um total de um atleta, que disputou provas do esqui alpino.

## Esqui alpino
| Atleta        | Evento                   | Final         | Final         | Final         | Final         |
| Atleta        | Evento                   | Descida 1     | Descida 2     | Total         | Pos.          |
| ------------- | ------------------------ | ------------- | ------------- | ------------- | ------------- |
| Shannon Abeda | Slalom masculino         | 46.14         | Não completou | Não completou | Não completou |
| Shannon Abeda | Slalom gigante masculino | Não completou | Não completou | Não completou | Não completou |
| Shannon Abeda | Super-G masculino        |               |               | Não completou | Não completou |
| Shannon Abeda | Combinado masculino      | Não completou | Não completou | Não completou | Não completou |